# Ural Subpolarny
Ural Subpolarny (ros. Приполярный Урал) – najwyższa część łańcucha górskiego Ural w Rosji. Stanowi fragment umownej granicy między Europą i Azją. Ciągnie się z północnego wschodu na południowy zachód, od górnego biegu rzeki Chułga, za która znajduje się Ural Polarny, do źródeł rzeki Peczora, za którą znajduje się Ural Północny.  
Długość tej części Uralu wynosi 230 km, a jej szerokość do 150 km. Administracyjnie znajduje się w Chanty-Mansyjskim Okręgu Autonomicznym – Jugra i Republice Komi.

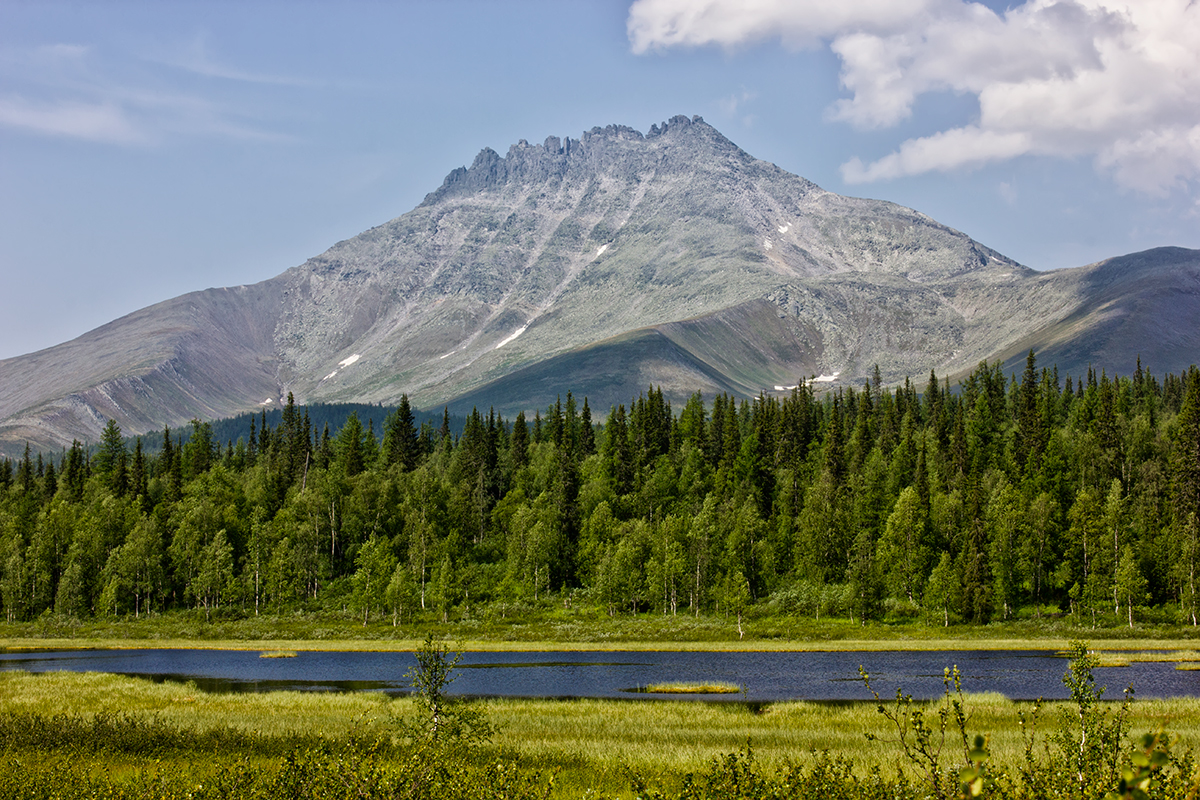
Szczyt Manaraga

## Geografia i geologia
Ural Subpolarny charakteryzuje się rzeźbą polodowcową. Wysokie, spiczaste szczyty, strome zbocza. Znajdują się tu najwyższe szczyty Uralu: Narodnaja (1895 m), Gora Karpinskogo (1878 m),  Manaraga (1820 m), Mansi-Njer (1772 m), Nierojka (1645 m). W  paśmie Sablinskij chriebiet znajdują się popularne drogi wspinaczkowe.
Najwyższe szczyty zbudowane są kwarcytów i łupków metamorficznych, w niższych częściach z piaskowców i wapieni. Znajdują się tu niewielkie lodowce. Największe z nich to lodowce Mansi (długość 1 km) i  Hofmana (długość 1 km).

## Klimat
Klimat kontynentalny (na zboczu zachodnim – umiarkowany kontynentalny). Charakteryzuje się ostrą i długą (od października do kwietnia) zimą (średnia temperatura stycznia ok. -20 °C) z silnymi zamieciami i wiatrami oraz krótkimi, chłodnymi latami (średnia temperatura lipca 12 °C). Roczne opady wynoszą ok. 800 mm.

## Przyroda
Do wysokości 500 metrów zbocza pokryte są tajgą, powyżej występuje tundra. Część Uralu Subpolarnego, z najwyższymi szczytami, znajduje się na terenie Parku Narodowego „Jugyd Wa”. Występuje tu ponad 600 gatunków roślin wyższych, ponad 40 gatunków ssaków, 200 gatunków ptaków i ponad 1000 gatunków bezkręgowców. 
Największe miejscowości w pobliżu Uralu Subpolarnego to: Sierow i Bierezniki.